# Word of Mouth (álbum de John Reuben)
Word of Mouth é o quinto álbum de estúdio do cantor cristão John Reuben, lançado a 6 de Fevereiro de 2007.
O disco atingiu o nº 43 do Top Christian Albums e o nº 47 do Top Heatseekers.

## Faixas
1. "Sing It Like You Mean It" – 3:06
2. "Trying Too Hard" – 3:09
3. "Make Money Money" – 4:29
4. "Focus" – 3:32
5. "Word of Mouth" – 4:04
6. "Miserable Exaggeration" – 3:28
7. "Universal" – 3:42
8. "Curiosity" – 3:18
9. "Cool the Underdog" – 3:27
10. "Good Evening" – 3:53